# Jumelleanthus
Jumelleanthus es un género monotípico de plantas con flores de la familia  Malvaceae. Su única especie, Jumelleanthus perrieri Hochr., es originaria de Madagascar. Fue descrito por Bénédict Pierre Georges Hochreutiner y publicado en Candollea 2: 79, en el año 1924.